# City of Lincoln
City of Lincoln är ett distrikt (motsvarande kommun) i grevskapet Lincolnshire i England, Storbritannien. Distriktet har 102 545 invånare (2022). Det består av staden Lincoln. Distriktet saknar civil parishes.